# Ma Vie, Mon Live
Ma Vie, Mon Live – trzeci album francuskiej wokalistki Diam’s wydany w 2004 przez wytwórnie EMI. Na albumie zawartych było osiem utworów oraz płyta DVD na której zawarta była trasa koncertowa Diam’s.

## Lista utworów
CD:
1. Intro + Incassables – 5:01
2. Evasion (featuring China Moses) – 4:59
3. Daddy – 4:17
4. DJ – 3:59
5. 1980 – 4:25
6. Suzy 2003 – 4:44
7. Cause A Effet – Inédit Studio – 5:11
8. Marine – Inédit Studio – 5:06

DVD:
1. Intro + Incassables
2. Où Je Vais
3. Cruelle à Vie
4. Suzy (Part 1)
5. Mon Répertoire
6. Chant De Paix
7. Anytime
8. Vénus
9. Ecorchée Vive
10. Evasion (featuring China Moses)
11. 1980
12. Ma Souffrance
13. Daddy
14. Amoré
15. Vivre Sans Toi
16. Madame Qui?
17. DJ
18. Pogo
19. Suzy (Part 2)
20. Final Daft Punk